# Йоганнес Юбель
Йоганнес Юбель (нім. Johannes Uebel; 15 квітня 1901, Мюнхен — ?) — німецький офіцер-підводник, оберлейтенант-цур-зее резерву крігсмаріне.

## Біографія
9 квітня 1940 року вступив на флот. З 27 вересня 1943 по 26 березня 1944 року пройшов курс підводника, з 27 березня по 31 травня — командирську практику при 19-й флотилії, 1-15 червня — курс позиціонування (радіовимірювання), з 16 червня по 31 липня — курс командира підводного човна, після чого був переданий в розпорядження 5-ї флотилії. З 19 серпня 1944 року — додатковий вахтовий офіцер на підводному човні U-234. 26-30 січня 1945 року знову перебував в розпорядженні 5-ї флотилії. В лютому 1945 року направлений на будівництво U-883. З 27 березня 1945 року — командир U-883. 5 травня 1945 року здався британським військам у Куксгафені. 20 березня 1947 року звільнений.

## Звання
- Фенріх-цур-зее резерву (1 вересня 1943)
- Лейтенант-цур-зее резерву (1 січня 1944)
- Оберлейтенант-цур-зее резерву (1 березня 1944)

## Нагороди
- Залізний хрест
  - 2-го класу (18 червня 1941)
  - 1-го класу (28 травня 1942)
- Нагрудний знак блокадопроривача (28 червня 1942)